# Ivan Ilić (pianist)
Ivan Ilić (Servisch: Иван Илић) (Belgrado, 14 augustus 1978) is een Amerikaanse pianist van Servische afkomst. Hij woont in Parijs.
Ilić, die voornamelijk als solist optreedt, is bekend om zijn interpretaties van Franse muziek, met name het werk van Claude Debussy. Zijn opname van de 24 Préludes van Debussy werd in oktober 2008 uitgebracht op het Franse platenlabel Paraty en won de Mezzo TV Critics Choice Award in Frankrijk. Deze cd werd ook geselecteerd als een Top Vijf CD door Fanfare Magazine (Verenigde Staten) en de Franse website Classique News. Ilić herschikte de volgorde van de Préludes op het album, een controversiële keuze die hij in verschillende interviews verdedigde.
Zijn volgende opnameproject is een album van Studies op de Études van Chopin, door Leopold Godowsky.

## Discografie
- Ivan Ilić, pianiste - oeuvres de Brahms, Beethoven et Chopin, Mairie de Paris
- Elegance and Refinement - Baroque Suites, French Sweets, Magnatune[8]
- Fugitive Visions - Piano Masterworks by Chopin and Liszt, Magnatune
- Romantic - Powerful Miniatures by Schumann and Brahms, Magnatune
- Vitality and Virtuosity - Sonatas by Haydn and Beethoven, Magnatune
- Transcendental - Transcriptions by Brahms and Godowsky, Magnatune
- Debussy - Preludes pour piano, Livres 1 et 2[9]
- Godowsky - Hommage à Chopin: 22 Etudes pour la main gauche, Paraty

## Media
1. ↑  Biographie commentée d'Ivan Ilić, Pianobleu.com, oktober 2008. Gearchiveerd op 6 maart 2023.
2. ↑  John Terauds: „For Ivan Ilic, piano is a way of life“, Toronto Star, 12 februari 2009. Gearchiveerd op 24 oktober 2012.
3. ↑  Paraty Records Paraty.fr
4. ↑  Fanfare Magazine 'Want List', Fanfaremag.com, december 2009
5. ↑  Recensie van Debussy CD, ClassiqueNews.com, 15 september 2008
6. ↑  In depth interview with Keir Smart, augustus 2008
7. ↑  Michael Johnson: „A left-handed complement to Chopin: An interview with Ivan Ilić“, Clavier Companion, juli 2011
8. ↑  Ivan Ilić opnamen op de site Magnatune
9. ↑  Ivan Ilić opnamen op de site Paraty Records

- Bibliothèque nationale de France: cb16932247v (data)
- Gemeinsame Normdatei: 1094929190
- International Standard Name Identifier: 0000 0003 9938 2071
- Library of Congress Control Number: no2012161631
- MusicBrainz: a65efb42-7670-40ff-a429-f948a81730eb
- Nationale Bibliotheek van Tsjechië: xx0274069
- Virtual International Authority File: 293421703
- WorldCat: E39PBJm9b6CBT4dhj6BfQTWVYP